# Władysław Raypert
Władysław Raypert (ur. 27 czerwca 1885 w Łukowie, zm. wiosną 1940 w Charkowie) – major piechoty Wojska Polskiego, ofiara zbrodni katyńskiej.

## Życiorys
Syn Władysława i Anny z domu Kwasebard. Absolwent gimnazjum z maturą w Białej Podlaskiej. Więziony w warszawskiej Cytadeli za strajki podczas rewolucji 1905 roku. W latach 1914–1917 służył w armii rosyjskiej. Ukończył szkołę oficerów piechoty w stopniu chorążego. W 1917 awansowany na podporucznika. Po rewolucji lutowej i obaleniu caratu wstąpił się do tworzonego z żołnierzy polskich II Korpusu Polskiego. Następnie służył w 4 Dywizji Strzelców Polskich generała Lucjana Żeligowskiego. W 1918 awansował na porucznika.
Po powrocie wraz z dywizją do Polski w czerwcu 1919 w szeregach Wojska Polskiego. W czasie wojny polsko-bolszewickiej służył w stopniu porucznika w 28 pułku Strzelców Kaniowskich. Za wybitne zasługi bojowe w czasie wojny został odznaczony Krzyżem Srebrnym Orderu Wojskowego Virtuti Militari.
Po zakończeniu działań wojennych pozostał w wojsku i w 1922 roku został zweryfikowany do stopnia kapitana piechoty ze starszeństwem z dniem 1 czerwca 1919 roku. Po wojnie służył w 44 pułku strzelców Legii Amerykańskiej.
W 1928 roku został awansowany na majora piechoty ze starszeństwem z dniem 1 lipca 1928 roku. 26 kwietnia 1928 roku został przeniesiony macierzyście do kadry oficerów piechoty z równoczesnym przeniesieniem służbowym do Powiatowej Komendy Uzupełnień Równe na okres czterech miesięcy celem odbycia praktyki poborowej. 5 listopada 1928 roku ogłoszono jego przeniesienie do PKU Dubno na stanowisko kierownika I referatu. 20 września 1930 roku zwolniony z zajmowanego stanowiska i pozostawiony bez przynależności służbowej z równoczesnym oddaniem do dyspozycji dowódcy Okręgu Korpusu Nr II. Z dniem 30 czerwca 1931 przeniesiony w stan spoczynku. Pracował jako referent wojskowy w starostwie pińskim. W 1939 roku został komendantem Junackich Hufców Pracy na Wołyniu.

W czasie agresji III Rzeszy na Polskę był w stanie spoczynku. Po agresji ZSRR na Polskę dostał się do niewoli sowieckiej i przebywał w obozie w Starobielsku. Wiosną 1940 roku został zamordowany przez funkcjonariuszy NKWD w Charkowie i pogrzebany w bezimiennej, zbiorowej mogile w Piatichatkach, gdzie od 17 czerwca 2000 roku mieści się oficjalnie Cmentarz Ofiar Totalitaryzmu w Charkowie. Figuruje na Liście Starobielskiej NKWD pod poz. 2774.
5 października 2007 roku minister obrony narodowej Aleksander Szczygło – decyzją nr 439/MON – mianował go pośmiertnie na stopień podpułkownika. Awans został ogłoszony 9 listopada 2007 roku w Warszawie, w trakcie uroczystości „Katyń Pamiętamy – Uczcijmy Pamięć Bohaterów”.

## Ordery i odznaczenia
- Krzyż Srebrny Orderu Wojskowego Virtuti Militari (1922)[17] (nr 3644)
- Krzyż Niepodległości z 16 marca 1933[10]
- Krzyż Walecznych – trzykrotnie (po raz drugi w 1921)[18]
- Medal Pamiątkowy za Wojnę 1918–1921
- Medal Dziesięciolecia Odzyskanej Niepodległości